# Bangka
Bangka (chiamata anche Banka) è un'isola dell'Indonesia di 11.942 km² e con una popolazione di 626.955 abitanti (1990).

## Caratteristiche

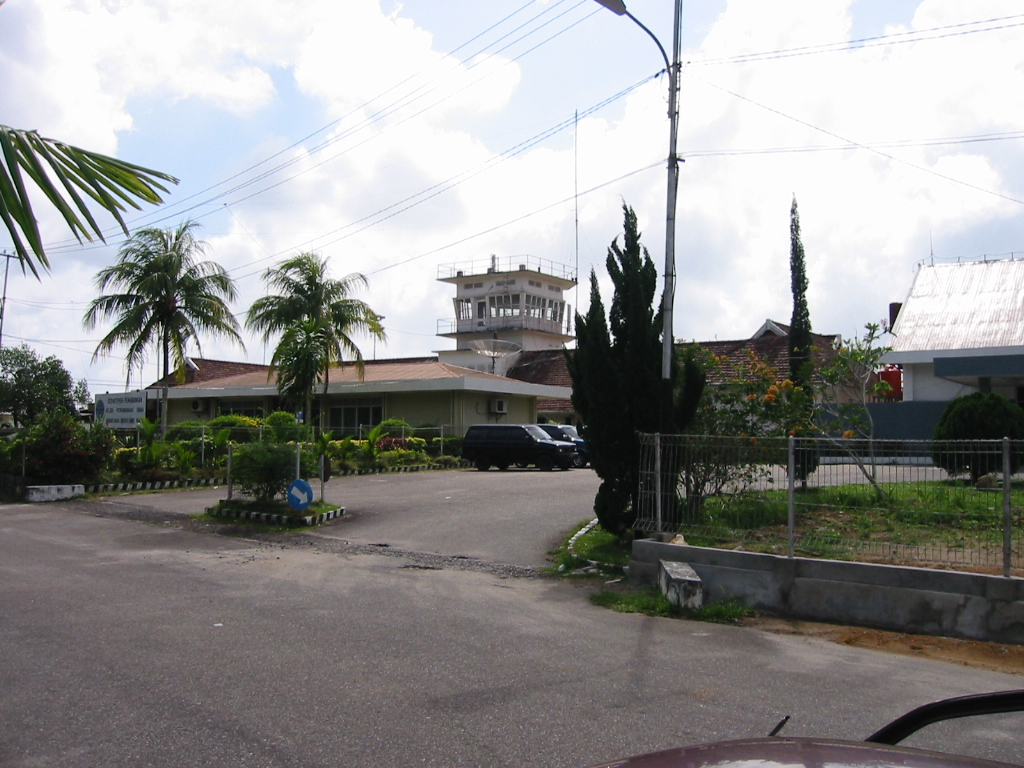
L'aeroporto di Pangkalpinang

Bangka è separata a ovest dallo stretto omonimo dalla costa orientale di Sumatra, a nord è bagnata dal Mar Cinese Meridionale, a est è separata dallo stretto di Gaspar dall'isola di Belitung ed a sud è bagnata dal mar di Giava. L'isola è collinosa ed è in parte coperta da foreste e acquitrini.
Il centro principale è Pangkal Pinang che è il capoluogo della provincia indonesiana di Bangka-Belitung, nata nel 2000. La popolazione è composta da malesi con una cospicua minoranza di cinesi.

## Storia
L'isola fu ceduta dal sultano di Palembang ai britannici nel 1812: un'epoca immediatamente successiva alla conquista britannica di Giava, quando non era affatto detto che la Gran Bretagna avrebbe rinunciato all'arcipelago indonesiano.
Due anni dopo i britannici cedettero Bangka agli olandesi, ai sensi del Trattato anglo-olandese del 1814, in cambio della base commerciale olandese di Cochin e relative dipendenze, poste sulla costa del Malabar, in India: un porto antichissimo, che aveva ospitato anche la tomba di Vasco de Gama, ma ormai decaduto e, comunque, isolato in un subcontinente ormai quasi interamente britannico. Lo scambio permetteva ai Paesi Bassi di ricentrarsi su uno scacchiere decisamente più strategico per i propri interessi coloniali.
Nel corso della seconda guerra mondiale, dal 1942 al 1945, l'isola venne occupata dal Giappone. Qui i Giapponesi si resero responsabili, il 16 febbraio 1942, del massacro dei feriti e di 21 infermiere australiane sopravvissuti all'affondamento del mercantile Vyner Brookeche.
A Bangka dagli anni sessanta sono agli arresti domiciliari diversi membri del Partito Comunista Indonesiano con il divieto di lasciare l'isola.

## Risorse naturali
Bangka ha importanti giacimenti di stagno la cui estrazione è stata un fattore importante nella storia dell'isola. Nella cittadina portuale di Muntok esiste un impianto metallurgico per la lavorazione dello stagno. La coltura principale è quella del pepe.

## Riferimenti culturali
Bangka è presumibilmente il luogo dove Joseph Conrad ambientò parte del suo romanzo Lord Jim.